# Budzów (województwo dolnośląskie)
Budzów (niem. Schönwalde) – wieś w Polsce położona w województwie dolnośląskim, w powiecie ząbkowickim, w gminie Stoszowice.
| SIMC    | Nazwa          | Rodzaj  |
| ------- | -------------- | ------- |
| 0855405 | Budzów-Kolonia | kolonia |

Według Narodowego Spisu Powszechnego (III 2011 r.) liczył 1080 mieszkańców. Jest największą miejscowością gminy Stoszowice.

## Historia
Pierwsze wzmianki z 1221, w 1228 książę Henryk Brodaty podarował ją klasztorowi cystersów w Henrykowie. Pomiędzy 1244 a 1254 została zasiedlona przez sprowadzonych z Niemiec kolonistów, wielokrotnie niszczona m.in. podczas wojen husyckich, wojny trzydziestoletniej, spalona w 1807 przez wojska napoleońskie. W XIX w. nastąpił rozwój tkactwa, które upadło przegrywając konkurencję z fabrykami z Bielawy i Dzierżoniowa.
W latach 1954–1968 wieś należała i była siedzibą władz gromady Budzów, po jej zniesieniu w gromadzie Stoszowice. W latach 1975–1998 miejscowość administracyjnie należała do województwa wałbrzyskiego.

## Zabytki
Do wojewódzkiego rejestru zabytków wpisane są:
- kościół parafialny pw. św. Wawrzyńca, z XIV-XV w., zbudowany przez cystersów z Henrykowa, rozbudowany w XVII w. W wyposażeniu stare organy[6].
- zespół pałacowy, z XVIII-XIX w.:
  - pałac wybudowany w stylu barokowym w XVIII wieku
  - park

## Znane osoby
- Robert Herzog (1823-1886), rzymskokatolicki biskup diecezjalny wrocławski